# Robert Clohessy
Robert Clohessy (New York, 10 giugno 1957) è un attore statunitense.
È noto soprattutto per aver interpretato l'agente Sean Murphy nella serie televisiva Oz, il boss James Neary in Boardwalk Empire - L'impero del crimine e Sid Gormley in Blue Bloods.

## Biografia
Clohessy è nato a New York, nel Bronx, ed era figlio del poliziotto John Clohessy. Si è laureato alla SUNY at Purchase, mentre nel 1975 ha combattuto al Madison Square Garden per il Golden Gloves.

## Carriera
Robert Clohessy interpreta personaggi ricorrenti in serie come La valle dei pini, Crescere, che fatica! e Sentieri. Recita per lo più parti in cui è un poliziotto o una guardia giurata, probabilmente in riferimento al lavoro svolto dal padre. In Hill Street giorno e notte interpreta l'agente Patrick Flaherty. In Ohara è il co-protagonista tenente George Shaver.
In seguito entra a far parte del cast di Oz, in cui recita la parte della guardia carceraria Sean Murphy. Nel 2008 fa parte del cast di New Amsterdam. Successivamente vince un SAG Award come cast corale in Boardwalk Empire. Dal 2010 è il tenente Sid Gormley nella serie TV Blue Bloods.
Per quanto riguarda il cinema, Clohessy ha girato numerose parti minori in film come The Interpreter, Across the Universe, The Avengers, Come un tuono e The Wolf of Wall Street.

## Filmografia parziale

### Cinema
- The Believers - I credenti del male (The Believers), regia di John Schlesinger (1987)
- Angels (Angels in the Outfield), regia di William Dear (1994)
- The Interpreter, regia di Sydney Pollack (2005)
- Solo 2 ore (16 Blocks), regia di Richard Donner (2006)
- Across the Universe, regia di Julie Taymor (2007)
- 27 volte in bianco (27 Dresses), regia di Anne Fletcher (2008)
- Love & Secrets (All Good Things), regia di Andrew Jarecki (2010)
- Arturo (Arthur), regia di Jason Winer (2011)
- Tower Heist - Colpo ad alto livello (Tower Heist), regia di Brett Ratner (2011)
- 40 carati (Man on a Ledge), regia di Asger Leth (2012)
- The Avengers, regia di Joss Whedon (2012)
- Come un tuono (The Place Beyond the Pines), regia di Derek Cianfrance (2012)
- C'era una volta a New York (The Immigrant), regia di James Gray (2013)
- The Wolf of Wall Street, regia di Martin Scorsese (2013)
- 1981: Indagine a New York (A Most Violent Year), regia di J. C. Chandor (2014)
- Tartarughe Ninja - Fuori dall'ombra (Teenage Mutant Ninja Turtles: Out of the Shadows), regia di Dave Green (2016)
- Good Time, regia di Josh e Benny Safdie (2017)
- I nostri cuori chimici (Chemical Hearts), regia di Richard Tanne (2020)

### Televisione
- Hill Street giorno e notte (Hill Street Blues) - serie TV, 20 episodi (1986-1987)
- A cuore aperto (St. Elsewhere) - serie TV, 1 episodio  (1987)
- Ohara - serie TV, 19 episodi (1987-1988)
- Tattingers - serie TV, 3 episodi (1988-1989)
- One of the Boys – serie TV, 6 episodi (1989)
- Voci nella notte (Midnight Caller) - serie TV, 1 episodio (1989)
- Due come noi (Jake and the Fatman) - serie TV, 3 episodi (1989-1992)
- I ragazzi della prateria (The Young Riders) - serie TV, 1 episodio (1990)
- Le inchieste di Padre Dowling (Father Dowling Mysteries) - serie TV, 1 episodio (1990)
- Monsters - serie TV, 1 episodio (1990)
- Matlock - serie TV, 1 episodio (1990)
- Doogie Howser - serie TV, 1 episodio (1991)
- Pappa e ciccia (Roseanne) - serie TV, 1 episodio  (1991)
- Perry Mason: Scandali di carta (Perry Mason: The Case of the Fatal Fashion) - film TV (1991)
- Ragionevoli dubbi (Reasonable Doubts) - serie TV, 1 episodio (1991)
- Devlin, regia di Rick Rosenthal - film TV (1992)
- Laurie Hill - serie TV, 10 episodi (1992)
- Corte marziale - Death Sentence (Assault at West Point: The Court-Martial of Johnson Whittaker), regia di Harry Moses - film TV (1994)
- La famiglia Bowman (The Good Life) - serie TV, 1 episodio (1994)
- Renegade - serie TV, 1 episodio (1994)
- Couples, regia di Betty Thomas - film TV (1994)
- Lois & Clark - Le nuove avventure di Superman (Lois & Clark: the New Adventures of Superman) - serie TV, 1 episodio  (1994)
- Un detective in corsia (Diagnosis: Murder) - serie TV, 2 episodi (1994-1996)
- Homicide - serie TV, 1 episodio (1995)
- Love & War - serie TV, 1 episodio (1995)
- All-American Girl - serie TV, 1 episodio (1995)
- Double Rush - serie TV, 1 episodio (1995)
- Mamma in prestito (The Great Mom Swap), regia di Jonathan Prince - film TV (1995)
- NYPD - New York Police Department (NYPD Blue) - serie TV, 1 episodio (1995)
- High Society - serie TV, 1 episodio (1995)
- My Wildest Dreams - serie TV, 1 episodio (1995)
- La signora in giallo (Murder, She Wrote) - serie TV, episodio 12x13 (1996)
- Chicago Hope - serie TV, 2 episodi (1996)
- High Incident - serie TV, 1 episodio (1997)
- Married to a Stranger, regia di Sidney J. Furie - film TV (1997)
- The Practice - Professione avvocati (The Practice) - serie TV, 1 episodio (1997)
- Crescere, che fatica! (Boy Meets World) - serie TV, 1 episodio (1998)
- Remember WENN - serie TV, 1 episodio (1998)
- A Touch of Hope, regia di Craig R. Baxley - film TV (1999)
- Oz – serie TV, 38 episodi (1999-2003)
- Law & Order - I due volti della giustizia (Law & Order) - serie TV, 4 episodi (1998-2009)
- Sentieri (The Guiding Light) - soap opera, 6 puntate (2000)
- Squadra emergenza (Emergency) - serie TV, 1 episodio (2000)
- Law & Order - Unità vittime speciali (Law & Order: Special Victims Unit) - serie TV, 4 episodi (2000-2013)
- 100 Centre Street - serie TV, 1 episodio (2001)
- Law & Order: Criminal Intent - serie TV, 2 episodi (2002-2006)
- La valle dei pini (All My Children) - serie TV, 1 puntata (2003)
- Hack – serie TV, 1 episodio (2003)
- Senza traccia (Without a Trace) - serie TV, 1 episodio (2003)
- Rescue Me - serie TV, 1 episodio (2004)
- The Book of Daniel - serie TV, 2 episodi (2006)
- Conviction - serie TV, 1 episodio (2006)
- Six Degrees - Sei gradi di separazione (Six Degrees) - serie TV, episodio pilota (2006)
- Kidnapped - serie TV, 9 episodi (2006-2007)
- The Black Donnellys - serie TV, 1 episodio (2007)
- Damages - serie TV, 1 episodio (2007)
- New Amsterdam – serie TV, 6 episodi (2008)
- Life on Mars - serie TV, 1 episodio (2009)
- The Unusuals - I soliti sospetti (The Unusuals) - serie TV, 1 episodio (2009)
- White Collar - serie TV, 1 episodio (2010)
- Boardwalk Empire - L'impero del crimine (Boardwalk Empire) – serie TV, 17 episodi (2010-2011)
- Blue Bloods - serie TV, 152 episodi (2010-2024)
- Unforgettable - serie TV, 1 episodio (2012)
- Curse of the Crimson Mask - miniserie TV (2012)
- The Blacklist - serie TV, 1 episodio (2014)
- Cold Bloods - miniserie TV, 2 episodi (2015)

## Doppiatori italiani
Nelle versioni in italiano delle opere in cui ha recitato, Robert Clohessy è stato doppiato da:
- Ambrogio Colombo in Blue Bloods, Come un tuono
- Gianluca Machelli in White Collar, Unforgettable
- Franco Mannella in Oz (st. 3-4)
- Stefano Billi in Oz (st. 5-6)
- Alberto Sette in Law & Order: Criminal Intent (st. 1x20)
- Francesco Orlando in Law & Order: Criminal Intent (st. 5x20)
- Roberto Certomà in 100 Centre Street
- Vladimiro Conti in Damages
- Daniele Valenti in Boardwalk Empire - L'impero del crimine
- Saverio Indrio in The Wolf of Wall Street
- Enrico Di Troia in The Interpreter
- Massimo Lodolo in Ohara
- Nicola Braile in 1981: Indagine a New York